# Kościół św. Marii Magdaleny w Gorzanowie
Kościół św. Marii Magdaleny w Gorzanowie – zabytkowy kościół we wsi Gorzanów.
Kościół parafialny z 1658, przebudowany z XVIII w., jest częścią zespołu przy ul. Kłodzkiej, w skład którego wchodzą jeszcze:
- kaplica pw. Pana Jezusa z XVIII w., nr rej.:  212/784/WŁ z 25.05.1981
- kaplica cmentarna „Memento mori” z XVIII w.
- Kaplica św. Barbary w Gorzanowie z XVIII w.
- ogrodzenie z bramami z XVIII w.
- krzyż, przy wejściu na cmentarz kościelny, nr rej.: B/838/602 z 28.03.1984[1]